# Global Panel Foundation

Logo der Global Panel Foundation

Die Global Panel Foundation ist eine Internationale Nichtregierungsorganisation, die im Jahre 1989 vom niederländischen Unternehmer Bas Spuybroek gegründet wurde. Ihren Hauptsitz hat sie seit 1997 in Berlin. Weitere Standorte sind Kopenhagen, New York City, Ohio, Prag, Sydney und Toronto. Sie finanziert ihre Tätigkeit ausschließlich über Spenden.

## Tätigkeit
Die Global Panel Foundation ist eine meist aus dem Hintergrund agierende internationale Gruppierung von Vertretern aus den Bereichen Public Policy, Wirtschaft und Wissenschaft. Ihr Ziel ist es, die internationale Kooperation in Hinblick auf Entscheidungs- und Umsetzungsprozesse zu fördern. Hierzu organisiert sie Public Policy Luncheons und Dinners, Studentenforen und Initiativen. Zweck dieser Veranstaltungen ist es, ihren Teilnehmern einen Rahmen zu bieten, sich über Problemstellungen und Verfahrensstrategien aktueller gesellschaftlicher Fragen auszutauschen.
Folgende Themenbereiche werden berührt:
- Transatlantische Beziehungen[2]
- Sicherheits-, Energie- und Umweltfragen im Schwarzmeerraum und Nahen Osten[3]
- Central Europe Monitoring

## Unterstützung
Neben der Vergabe von Stipendien und Forschungsgeldern verleiht die Global Panel Foundation seit dem Jahre 2000 den Hanno R. Ellenbogen Citizenship Award. Dieser wird in Zusammenarbeit mit der Prague Society for International Cooperation an Personen für besondere gesellschaftliche Verdienste in Zentral- und Osteuropa vergeben. Bisherige Preisträger waren unter anderem Václav Havel sowie der belarussische Oppositionsführer Aljaksandr Milinkewitsch.

## Bisherige Gäste
Unter den bisherigen Gästen der Veranstaltungen der Global Panel Foundation finden sich:
Madeleine Albright, George W. Bush, Hans van den Broek, Jimmy Carter, Wiktor Tschernomyrdin, Emil Constantinescu, Alexander Downer, Michail Gorbatschow, Árpád Göncz, Valéry Giscard d’Estaing, Václav Havel, Hussein I. (Jordanien), Henry Kissinger, Frederik Willem de Klerk, Helmut Kohl, Wim Kok, Leonid Kutschma, Ruud Lubbers, Mahathir bin Mohamad, Helmut Maucher, Carlos Menem, Michael I. (Rumänien), Aljaksandr Milinkewitsch, Alois Mock, Yasuhiro Nakasone, Benjamin Netanyahu, Kenichi Ohmae, Turgut Özal, Shimon Peres, Colin Powell, Mary Robinson, Helmut Schmidt, Louis Schweitzer, Vladimír Špidla, Margaret Thatcher, Jean-Claude Trichet, Zhu Rongji und James Woolsey.

## Personal
Vorsitzender (Chairman) der Global Panel Foundation ist Marc S. Ellenbogen. Neben seiner Position als Vorsitzender ist Ellenbogen auch Beirat der Demokratischen Partei und Vize-Vorsitzender des Dexpat Leadership Council. Darüber hinaus ist er als Kolumnist für die United Press International sowie als Wahlkampfberater in Deutschland tätig und Gastprofessor für Politikwissenschaften am Magdalen College der University of Oxford. Ellenbogen studierte mit Hilfe eines Military Scholarship an der Maxwell School of Citizenship and Public Affairs in Syracuse, New York.
Vice-Chairman ist Klaus-Peter Klaiber, Assistant Secretary General der NATO (a. D.). Vorgänger war Jürgen Chrobog, ehemaliger Staatssekretär im Auswärtigen Amt.
Schatzmeister ist Markus Hermann, ehemaliger Vice-Chair der Commerzbank, Kanada und später Vorzitzender in China. Dem Aufsichtsrat gehören neben anderen Kurt Bodewig und Dieter Stöckmann an. Als Beiräte fungieren unter anderem Frederik Willem de Klerk, Boris Pankin, Ingrid Rexrodt und Sabine Leutheusser-Schnarrenberger.